# Zerbino

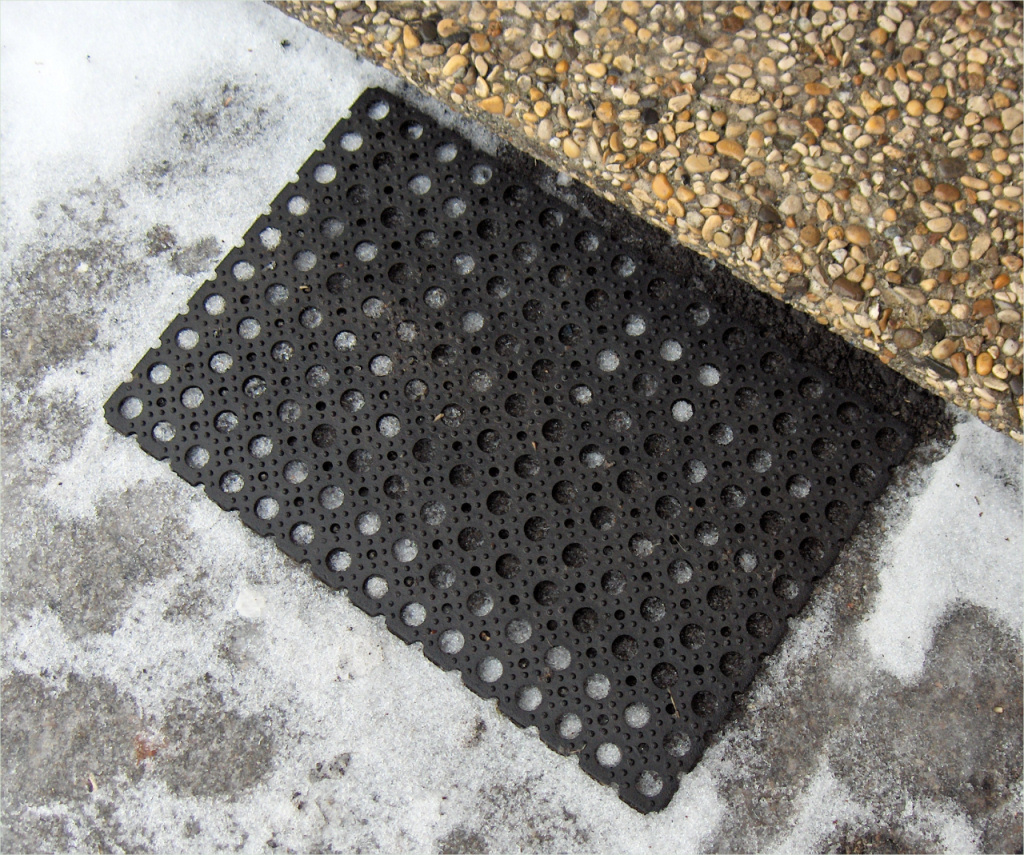
Zerbino da esterno

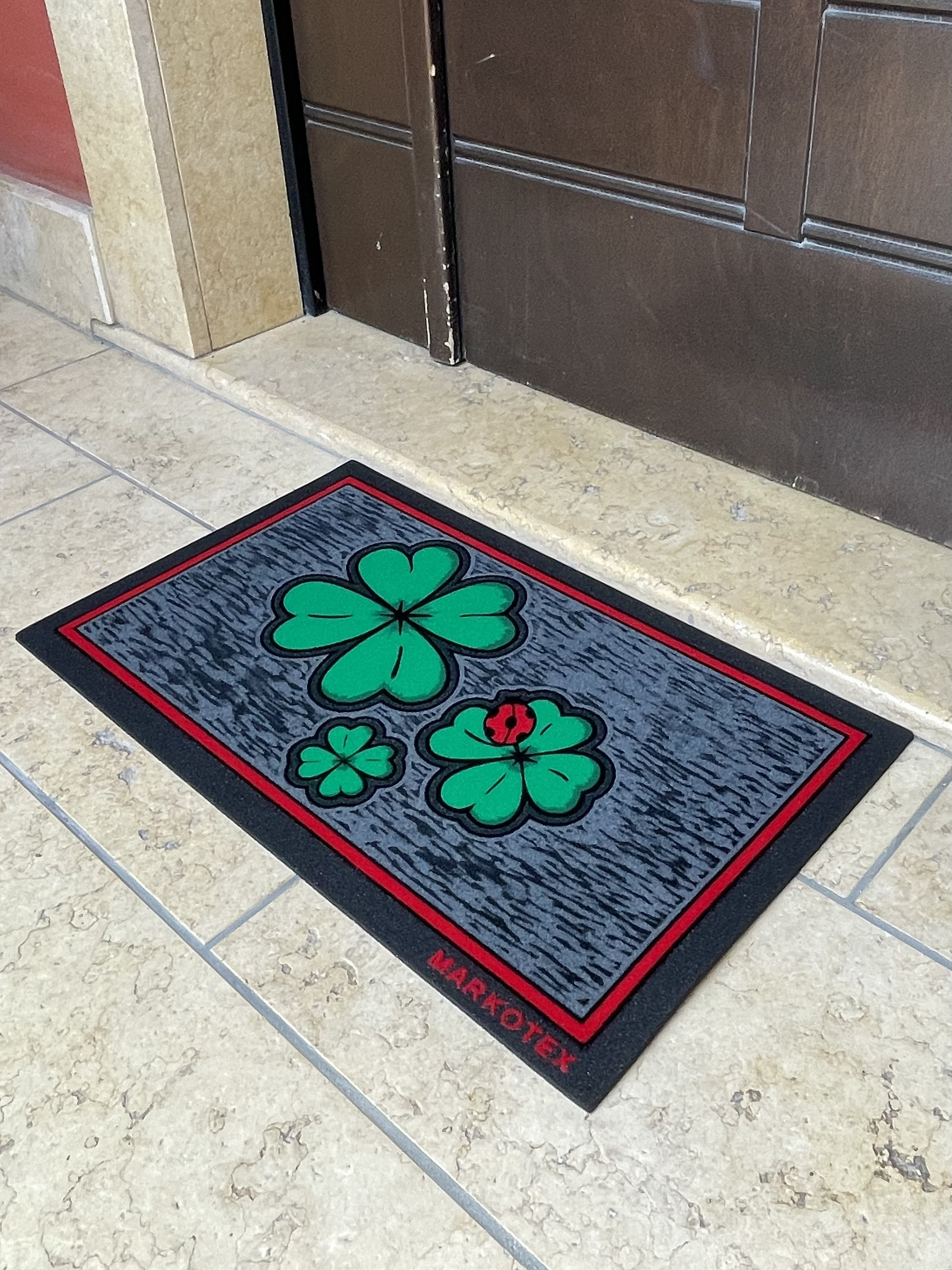

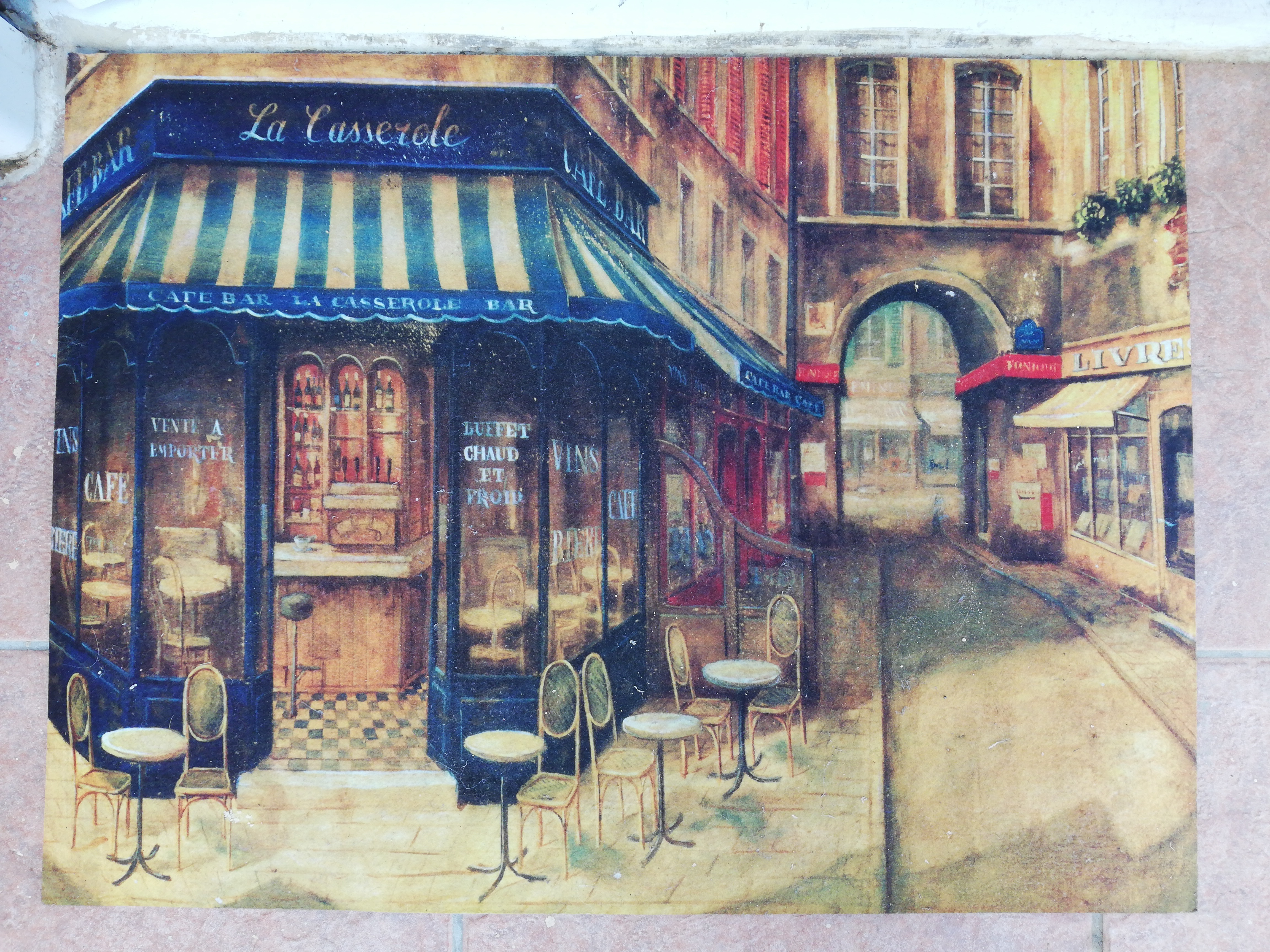
"Paillasson" (zerbino) di Parigi

Lo zerbino o stuoino è un piccolo tappeto, normalmente di forma rettangolare, posizionato immediatamente fuori o dentro l'ingresso di una casa o di un edificio, per consentire alle persone di pulirsi le suole delle scarpe prima di entrare. 

## Descrizione
I materiali con cui sono costruiti gli zerbini, sono normalmente materiali molto resistenti e dal difficile deterioramento. I materiali possono essere naturali (per zerbini da interno), come la fibra di cocco o di palma oppure sintetici (per zerbini da esterno), come il nylon, la gomma, l'alluminio o altri metalli.
Può essere di diverse forme e riportante vari disegni o scritte, come quelli posti all'ingresso di grandi negozi o aziende, ma nell'immaginario televisivo e cinematografico il comune zerbino domestico viene spesso rappresentato con la scritta welcome ("benvenuto") ben visibile su di esso.